# 南海トラフ海底地震津波観測網

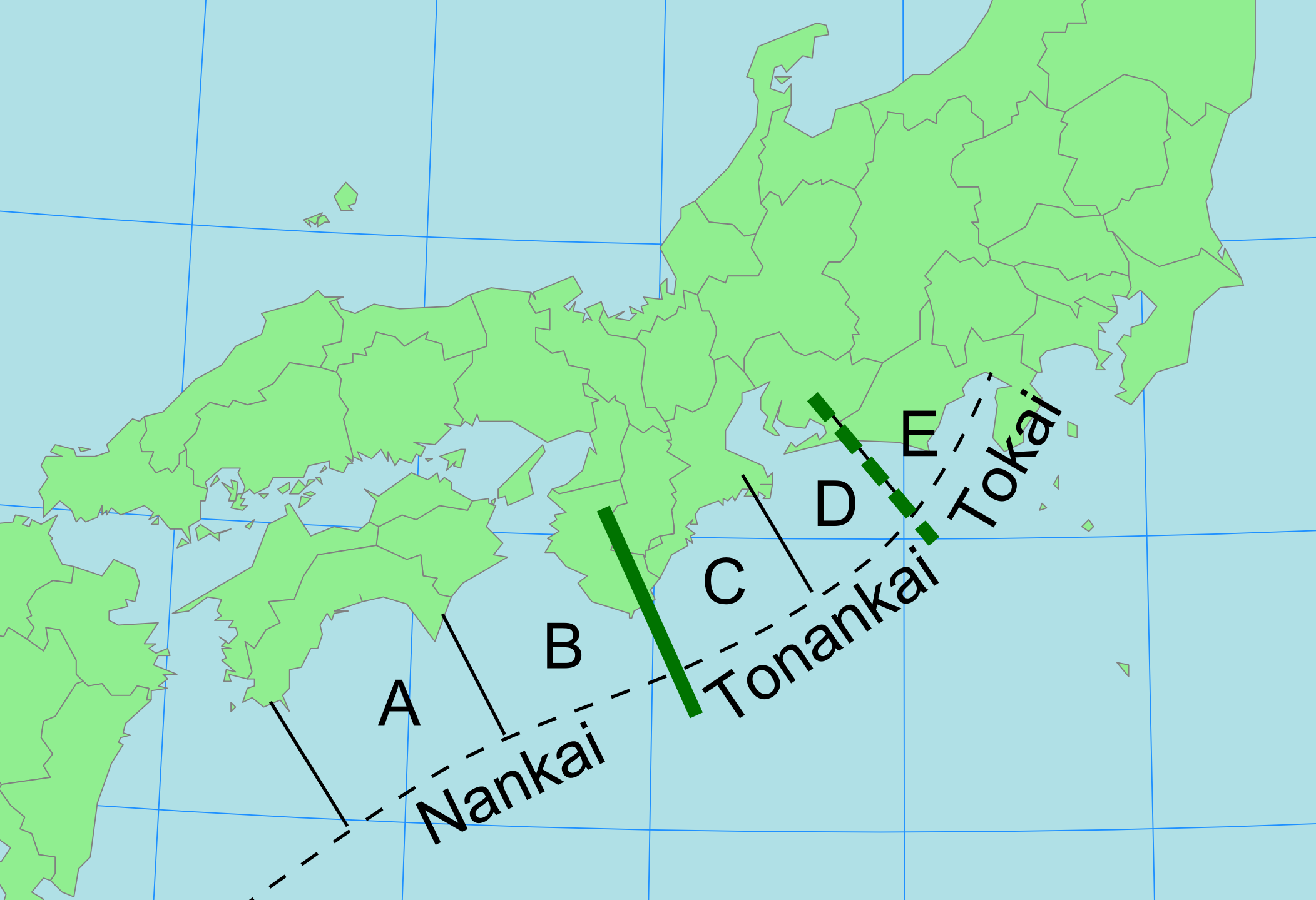
東海・東南海・南海地震震源域、このおもにA領域が南海トラフ海底地震津波観測網の観測域である

南海トラフ海底地震津波観測網（なんかいとらふかいていじしんつなみかんそくもう）略称(N-net)は、南海トラフ地震の想定震源域の西端の日向灘から室戸岬沖の海底観測網が未設置だった海域に敷設された地震・津波観測監視システムのひとつ。2019年から整備が開始され2024年に沖合システムの整備が完了し運用が開始された。沖合システムと沿岸システムからなる2系統の観測網でそれぞれ18台（合計36第）の観測ノードで構成される。各ノードは海底地震計、海底圧力計によるリアルタイム観測網が行われ、緊急地震速報や津波予測に利用される。沿岸システムの整備完了、運用開始は2025年を予定。かつて DONET3 と呼ばれていた。

## 概要
防災科学技術研究所が運用管理し串間沖から室戸岬沖の海底には、稠密かつ高精度に地震や津波等のリアルタイム観測を行うための観測機器が設置され、観測データは陸上局から専用回線によりアルタイムで海洋研究開発機構や防災科学技術研究所、気象庁への配信が行われる。
南海トラフを震源域とする海溝型地震と地震により発生する津波を常時観測監視するための、2箇所の陸上局とケーブル式の海底地震計や水圧計などにより構成される。宮崎県串間市と高知県室戸市に設置された陸上局から沖合システムと沿岸システムの2系統のケーブルが敷設されている。ケーブルシステムはDONETで採用された分岐システムを持つノード方式とと日本海溝海底地震津波観測網(S-net)で採用された分岐の無いインライン方式を併せたハイブリッド型である。
1. 通信用海底ケーブル技術を用いた高信頼性能を持つ両端陸揚げの基幹ケーブルシステム。
2. 海底における科学観測を実施するために必要な機能が集約されたノード。
3. 最新鋭のセンサー群から構成される交換可能な観測装置。

強震計、広帯域地震計、水晶水圧計、微差圧計、ハイドロフォン、精密温度計が設置され、地殻変動のようなゆっくりした動きから大きな地振動まであらゆるタイプの海底の動きを確実に捉える。

## 目的
1. 地震と津波の発生を早期に検知し高精度で迅速な津波の予測を行う。
2. 情報伝達により被害の軽減や避難行動などの災害対策に貢献する。
3. リアルタイムに24時間連続で観測データを取得し、関係機関に即時流通させて監視や地震調査研究に活用する。

## 類似の観測網
- DONET - 熊野灘沖に敷設され、東南海地震の想定震源域を観測
- DONET2 - 紀伊水道沖に敷設され、南海地震の想定震源域を観測
- 日本海溝海底地震津波観測網(S-net)[6] - 東北地方太平洋沖地震をきっかけとして整備済み